# Demon

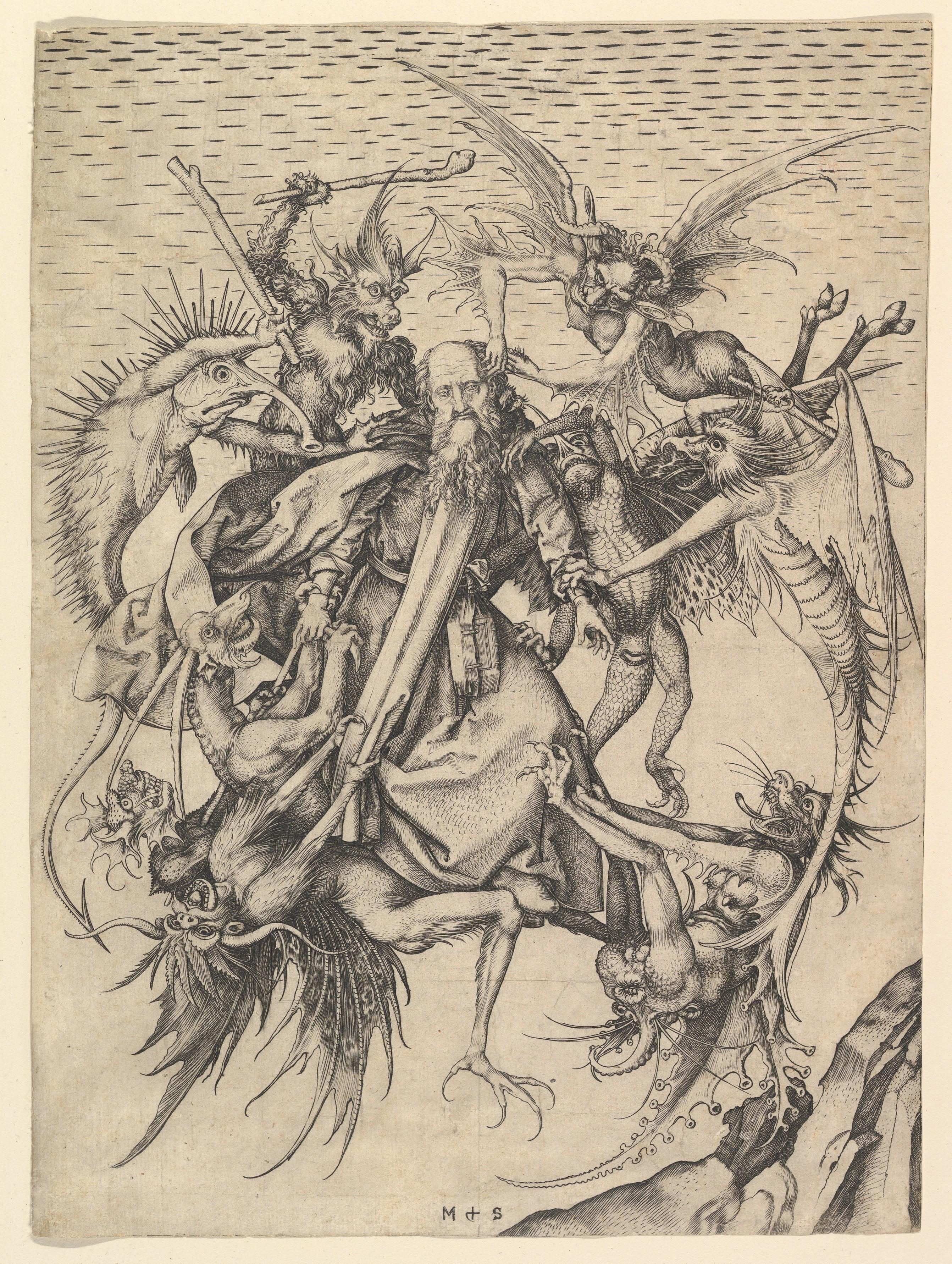
Ispitirea Sf. Antonie de Martin Schongauer gravură, cca. 1480-1490

În mitologie, demonul (greaca veche Δαίμων, transliterat Daimon) era numele colectiv al unor ființe supranaturale, semizei sau spirite care ocupau o stare intermediară între oameni și zei. 
Un demon este o ființă supranaturală, de multe ori răuvoitoare, care apare în diverse religii, ocultism, literatură și folclor. Inițial, cuvântul original grecesc Daimon nu avea conotație negativă.
Demonii au scopul de a împinge oamenii în a face lucruri rele, care ulterior s-au transformat în păcate. Se spune că Șarpele din Geneza ar fi reprezentarea acestei entități.
În Noul Testament, demonii sunt menționați ca „Spirite necurate”, care sunt vinovate de bolile ce se dezvoltă la nivel mental. Datorită tehnologiei, s-a constatat că aceste boli sunt naturale și genetice. Totuși, anticii consideră că demoni sunt responsabili. Oamenii credeau că Isus îi poate scăpa de prezența lor. De obicei, demonii atacau oameni slabi de înger.

## Exorcism și posesiune
Exorcismul este o vindecare prin credință. Exorcistul este omul care este chemat pentru a-l scăpa pe cel posedat de spiritele rele care îl controlează și pentru a-i restabili pacea sufletească. De obicei, indiferent de locul unde se realizează acest fenomen, oamenii rămân mereu aceiași. Cel posedat, exorcistul și oamenii de sprijin. Soarta celor posedați poate să fie tragică.
Pentru a înțelege exorcismul și posesiunea trebuie să învățăm principiile acestora. Miturile religioase spun că sufletul și corpul  celui posedat reprezintă pentru spirit o locuință, unde acesta îl poate controla cum dorește de cuviință.
Unii psihiatri văd ritualul exorcismului drept o psihodramă, în acest caz vindecarea izvorând din acceptarea credinței bolnavului conform căreia el/ea este posedat de un duh, pe care psihodrama îl „îndepărtează” din mintea lui/ei printr-un spectacol corespunzător acestei convingeri. Conform lui Israel Regardie, demonii nu există în mod obiectiv-real, ci sunt aspecte ale inconștientului.